# Hrabová
Hrabová är en ort i Tjeckien.   Den ligger i regionen Olomouc, i den östra delen av landet, 180 km öster om huvudstaden Prag. Hrabová ligger 286 meter över havet och antalet invånare är 519.
Terrängen runt Hrabová är kuperad norrut, men söderut är den platt. Runt Hrabová är det ganska tätbefolkat, med 172 invånare per kvadratkilometer. Närmaste större samhälle är Zábřeh, 7,2 km nordväst om Hrabová. Trakten runt Hrabová består till största delen av jordbruksmark.